# Galaxie Slunečnice
Galaxie Slunečnice (také Messier 63, M63 nebo NGC 5055) je spirální galaxie v souhvězdí Honicích psů. Má hvězdnou velikost +8,6m a od Země je vzdálena přibližně 29 milionů světelných let. Objevil ji Pierre Méchain 14. června 1779. Spolu s Vírovou galaxií a několika menšími galaxiemi tvoří skupinu galaxií M 51.

## Pozorování

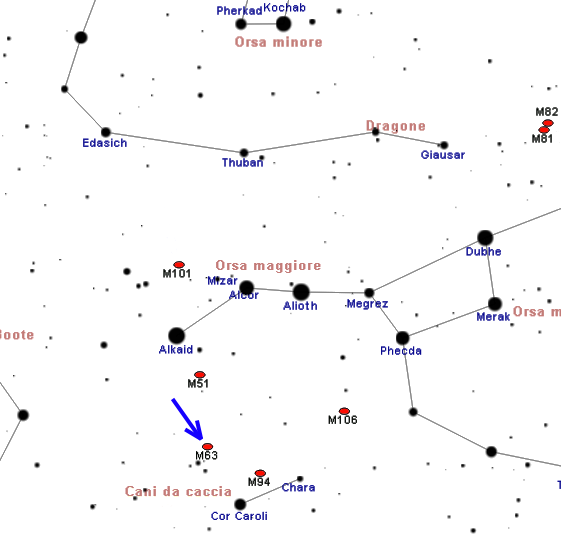
Poloha M 63 v souhvězdí Honicích psů

M63 se dá na obloze celkem snadno vyhledat, protože leží 1,5° severně od řetízku hvězd 19, 20 a 23 CVn, které leží asi 4° severovýchodně od hvězdy Cor Caroli (α Cvn). Za zvláště průzračných nocí se dá pozorovat i triedrem, ve kterém vypadá jako rozptýlená skvrna bez středového zhuštění. Malý dalekohled o průměru 60 až 80 mm ji ukáže jako velmi pohlednou skvrnu velkou několik úhlových minut a dalekohledem o průměru 150 mm jsou viditelné i její okrajové oblasti. Při průměru dalekohledu 300 mm začíná jádro galaxie vypadat zrnitě a mohou být vidět i dvě ramena ve formě dvou výstupků, které z jádra vychází východním a západním směrem.
M63 má velkou severní deklinaci, proto je v mnoha oblastech severní polokoule cirkumpolární, a to v místech severně od střední Evropy a v části severní Ameriky. Naopak na jižní polokouli je viditelná pouze do středních zeměpisných šířek mírného pásu, téměř až do střední Argentiny. Nejvhodnější období pro její pozorování na večerní obloze je od ledna do srpna.

## Historie pozorování

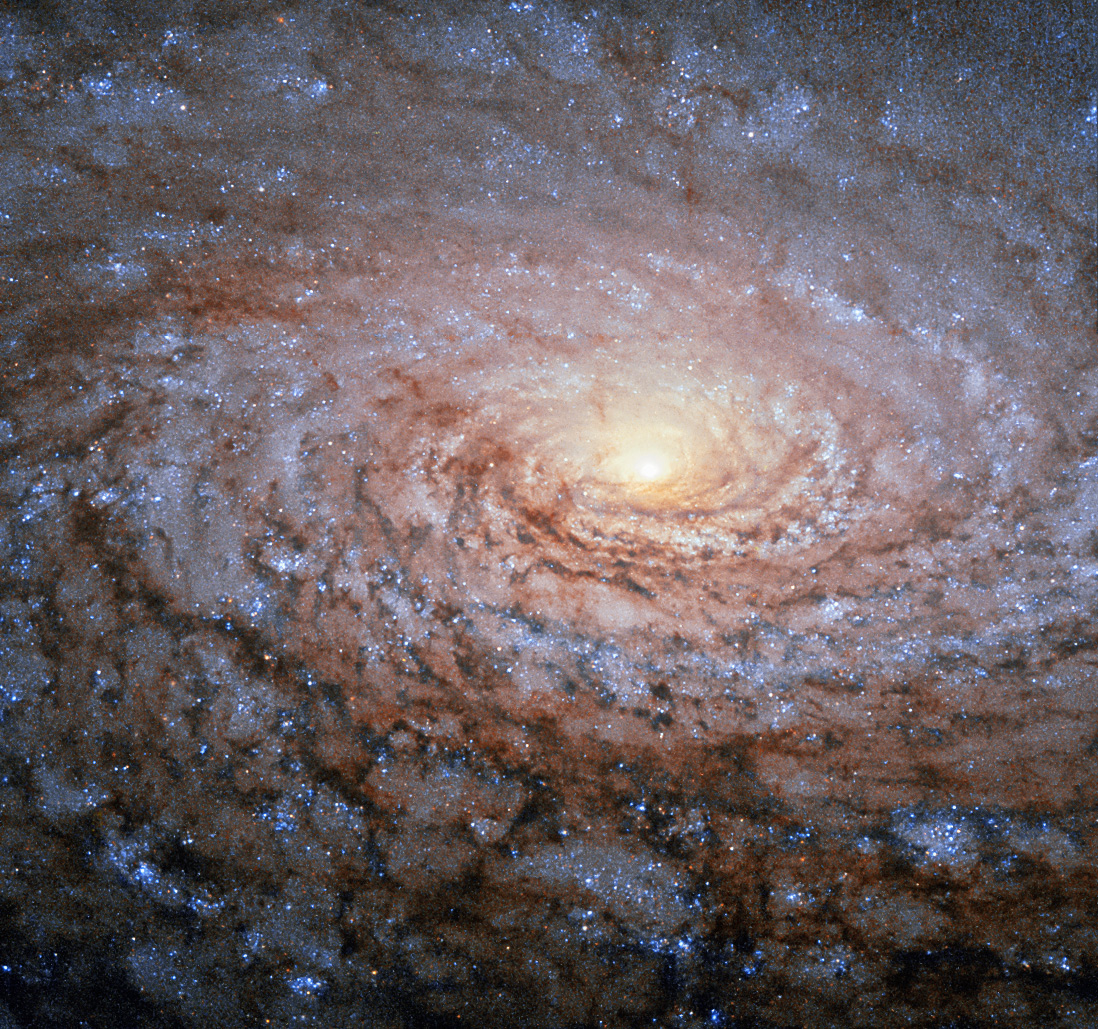
Galaxie Slunečnice na snímku z Hubbleova vesmírného dalekohledu

M63 je prvním objektem hlubokého vesmíru, který objevil Pierre Méchain. Tuto galaxii objevil 14. června 1779 a ještě téhož dne to oznámil svému kolegovi Charlesi Messierovi, který ji zapsal do svého katalogu. Messier ji popsal jako slabou mlhovinu bez hvězd, která při sebemenším rušivém osvětlení přestává být vidět. Naopak William Herschel zaznamenal, že je velmi jasná, protažená od severozápadu na jihovýchod, má délku 9 až 10 úhlových minut a má výrazné jádro. Její spirální vzhled rozeznal až William Parsons.

## Vlastnosti
M63 je spirální galaxie typu Sbc, která má neobvyklý spirální vzhled. Název Slunečnice získala díky velkému počtu úseků, na které jsou její ramena rozdělena. Navíc jsou tato ramena těsně navinuta kolem jádra a obsahují velký počet oblaků mezihvězdného prachu. Vzdálenost této galaxie od Země se odhaduje na přibližně 29 milionů světelných let, ale předchozí odhady uváděly až 37 milionů světelných let. Od Země se vzdaluje rychlostí kolem 500 km/s.
Celková hmotnost galaxie je zhruba 80 až 140 miliard hmotností Slunce a její průměr přibližně 90 000 světelných let je srovnatelný s průměrem Mléčné dráhy.
Spolu s Vírovou galaxií a několika dalšími galaxiemi tvoří skupinu galaxií M 51, která je pravděpodobně podskupinou patřící k sousední skupině galaxií M 101, které vévodí galaxie Větrník.
Na konci května 1971 byla v jejích ramenech objevena supernova typu Ia s označením SN 1971I, která dosáhla hvězdné velikosti 11,5.

### Knihy
- O'MEARA, Stephen James. Deep Sky Companions: The Messier Objects. New York: Cambridge University Press, 1998. Dostupné online. ISBN 0-521-55332-6. (anglicky)

### Mapy hvězdné oblohy
- TAKI, Toshimi. Taki's 8.5 Magnitude Star Atlas [online]. 2005 [cit. 2016-06-03]. Dostupné v archivu pořízeném dne 2018-11-05. (anglicky) - Atlas hvězdné oblohy volně stažitelný ve formátu PDF.
- TIRION; RAPPAPORT; LOVI. Uranometria 2000.0 - Volume I - The Northern Hemisphere to -6°. Richmond, Virginia, USA: Willmann-Bell, inc., 1987. Dostupné online. ISBN 0-943396-14-X.
- TIRION; SINNOTT. Sky Atlas 2000.0. 2. vyd. Cambridge, USA: Cambridge University Press, 1998. ISBN 0-933346-90-5.
- TIRION. The Cambridge Star Atlas 2000.0. 3. vyd. Cambridge, USA: Cambridge University Press, 2001. Dostupné online. ISBN 0-521-80084-6.